# 中国とオランダの関係
中国とオランダの関係（中国語: 中荷关系, オランダ語: Nederlandse-Chinees betrekkingen）は、1954年11月より公式に開始された中華人民共和国とオランダとの国家関係である。1972年5月、外交使節団は大使レベルまで拡大された。

## 経歴

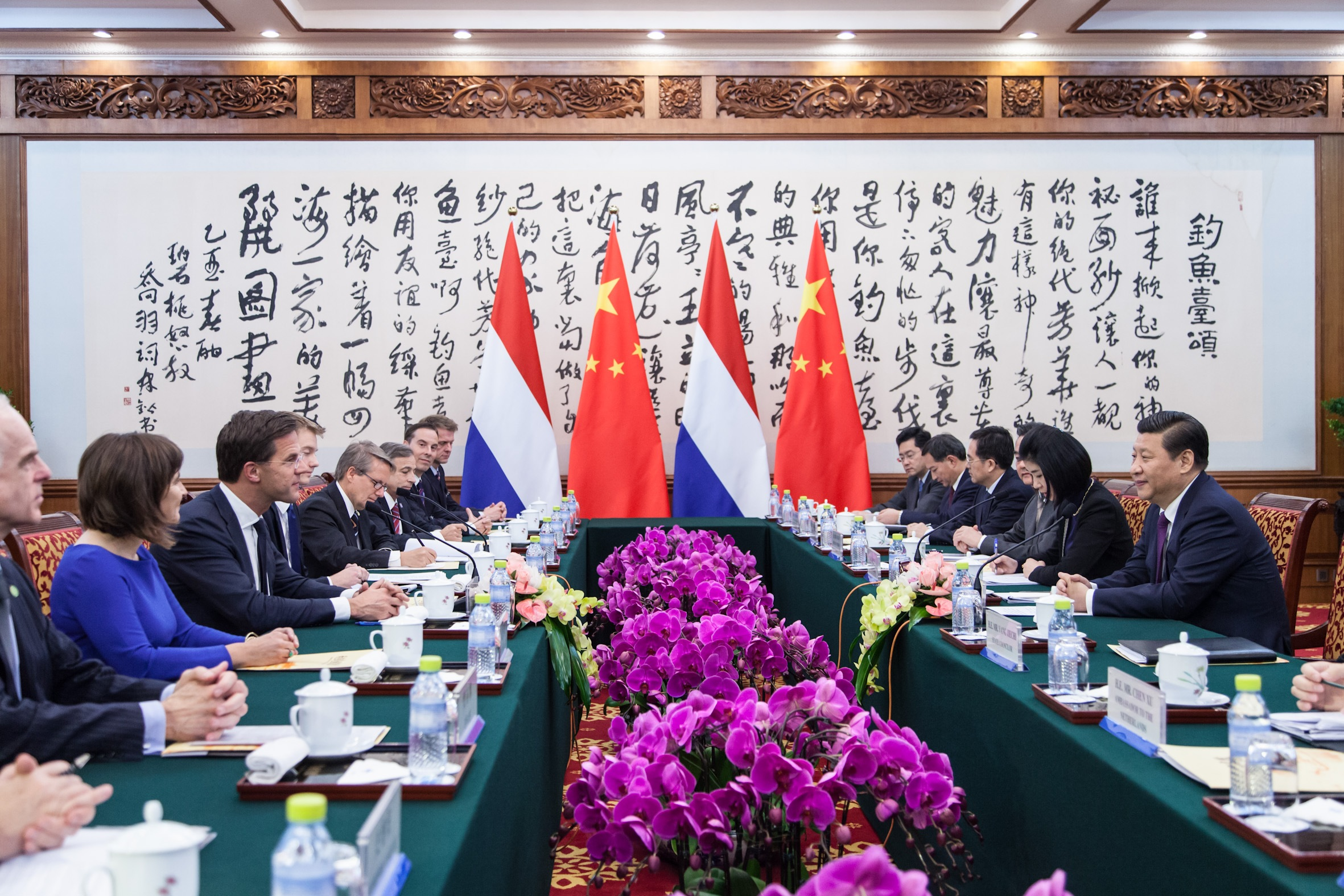
中国の習近平国家主席（党総書記）とマルク・ルッテ首相。2013年12月。

中国とオランダの関係は、中華人民共和国が成立される前の17世紀から18世紀までの間に、オランダ東インド会社の商人が広州と台湾の西海岸に貿易拠点を設立したことに始まる。
中華人民共和国とオランダとの国交は1954年に樹立された。しかし、台湾（中華民国）への2隻の潜水艦に対するオランダ政府の支援により、二国間関係は1981年5月に臨時代理大使のレベルに格下げされた。1984年2月1日に中国とオランダは、台湾と防衛のハードウェアに関する貿易を行わないことに合意し、外交関係を回復した。
オランダの中国への輸出には、石油化学製品、機械、輸送機器、食品、ハイテク、化石燃料が含まれる。 中国のオランダへの輸出には、コンピューターおよび家電、玩具、衣服が含まれる。
2014年3月には、習近平国家主席（党総書記）がオランダに訪問した。

## 二国間関係

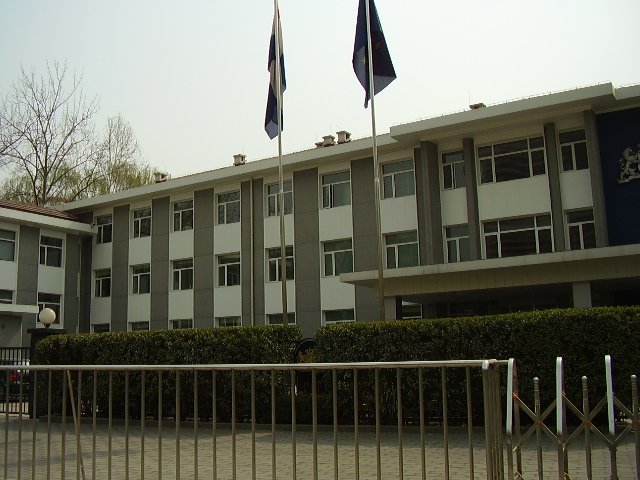
在中国オランダ大使館

1995年6月には、オランダのウィム・コック首相が中国を訪問する。翌1996年9月には、中国人民政治協商会議の李瑞環議長がオランダを訪問する。さらに1999年4月には、ベアトリクス・ウィルヘルミナ・アルムハルト女王が中国を訪問する。
2009年では、オランダは約46億ユーロの商品を中国に輸出していた。 
2015年10月26日には、人民大会堂で習近平国家主席（党総書記）とオランダのウィレム＝アレクサンダー国王が会談し、国交関係を両国ともに高く評価した。また、同日に同じく人民大会堂で李克強首相とオランダのウィレム＝アレクサンダー国王が会談した。また、ウィレム＝アレクサンダー国王は、同日に兪正声中国人民政治協商会議主席とも会談した。
2019年7月、オランダを含む22か国の国連大使は、中国のウイグル人虐待と他の少数民族グループの虐待を非難する国際連合人権理事会への共同書簡に署名し、中国政府に新疆ウイグル再教育キャンプを閉鎖するよう促した。